# Bio
 Bio  (en occitano Viá) es una comuna y población de Francia, en la región de Mediodía-Pirineos, departamento de Lot, en el distrito de Gourdon y cantón de Gramat.
Su población en el censo de 1999 era de 256 habitantes.
Está integrada en la Communauté de communes du Pays de Gramat .

## Demografía
| 277 | 258 | 243 | 224 | 214 | 256 |
| Para los censos de 1962 a 1999 la población legal corresponde a la población sin duplicidades (Fuente: INSEE [Consultar]) |     |     |     |     |     |